# Cirnik (Mirna, Slovenija)
Cirnik je naselje u slovenskoj Općini Mirna. Cirnik se nalazi u pokrajini Dolenjskoj i statističkoj regiji Jugoistočnoj Sloveniji. 

## Stanovništvo
Prema popisu stanovništva iz 2002. godine naselje je imalo 29 stanovnika.